# Expedition Nautilus
Expedition Nautilus is een interactieve waterattractie van het type twist 'n' splash wat een variant is op de Splash Battle in Attractiepark Slagharen en is gemaakt door Mack Rides. 

## Geschiedenis
De attractie werd samen met Fogg's Trouble, Magic Bikes en Passepartout Explorer geopend in het toen aangelegde Jules Verne themagebied ter gelegenheid van het 50-jarig bestaan van Attractiepark Slagharen in 2013. Expedition Nautilus staat op de plek waar voorheen de Jumbo stond en vervangt met de verplaatsing van de Jumbo de Rodeo Rider.  
In deze twist 'n' splash zijn er 9 cabines aanwezig. Er zitten 3 cabines aan 1 arm van het ronddraaiende middelpunt en tezamen biedt de attractie ruimte aan 54 passagiers. Elke cabine heeft 6 waterspuiten die de bezoekers kunnen gebruiken. Gedurende 3 minuten kunnen de passagiers elkaar natspuiten alsook de mensen die rondlopen aan de rand van de attractie. Aan de rand van de attractie staan ook waterspuiten opgesteld zodat mensen die niet in de attractie zitten op hun beurt de passagiers ook nat kunnen spuiten. 
Bij de opening van de attractie was de attractie gethematiseerd naar de onderzeeër de Nautilus uit de wereld van Jules Verne. Een deel van de aankleding dat gebruikt was waren oude onderdelen van de voormalige attractie Nautilus, waar de oude karretjes van de baan nu dienst deden als decoratie aan de rand van de attractie. 

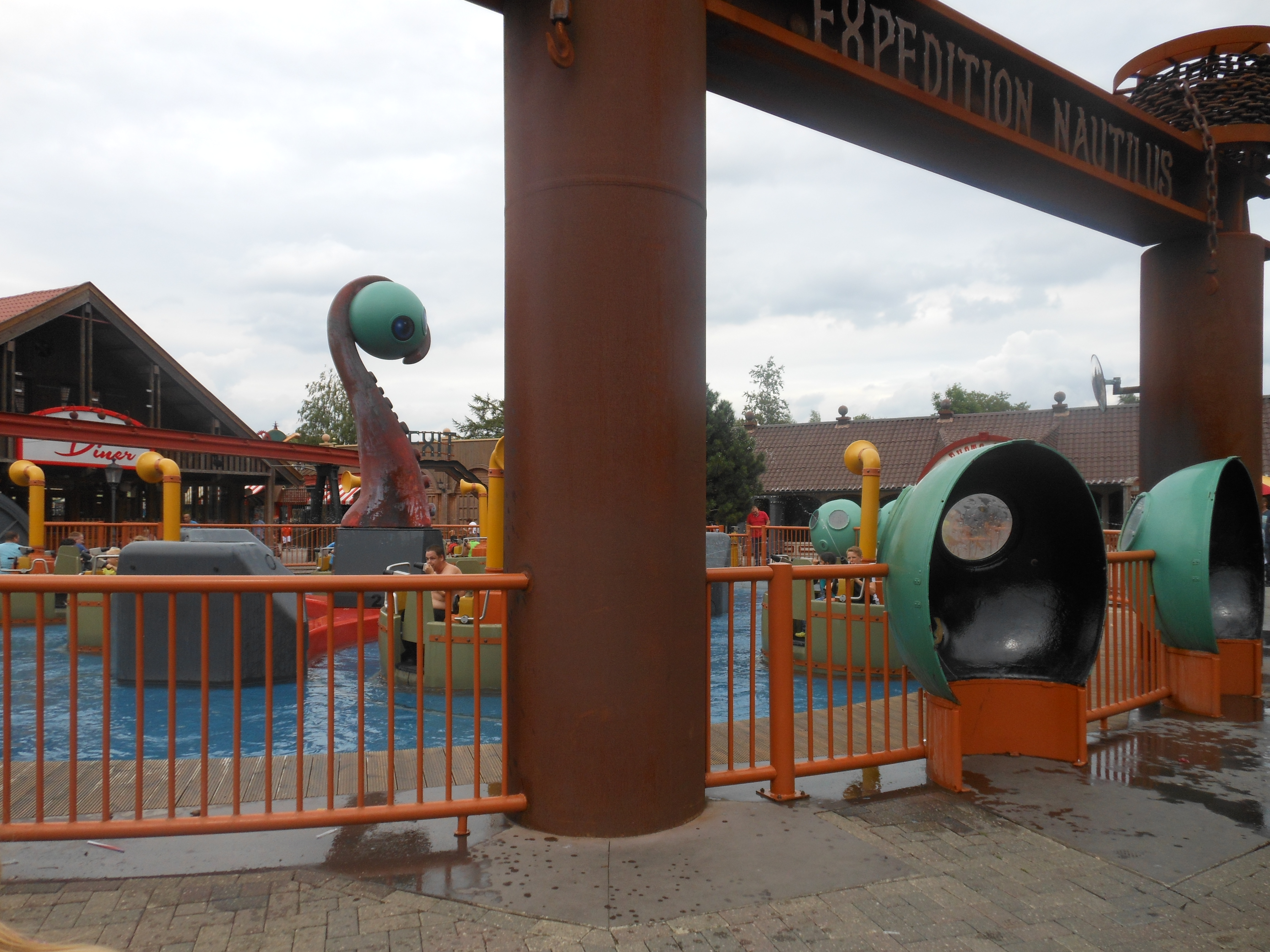
Elementen van de Nautilus staan aan de rand van Expedition Nautilus als aankleding van de baan in het oorspronkelijke thema van Jules Verne.

In 2022 verdwenen de verwijzingen naar de onderwaterwereld van Jules Verne en werd de thematisering veranderd naar het Wilde Westen.
Afbeeldingen · Main Street